# Џон Мозли Тарнер
Џон Мозли Тарнер (енгл. John Mosley Turner; Мичам, 15. јун 1856 — Тотенхем, 21. март 1968) био је британски суперстогодишњак који је према гинисовој књизи рекорда носио титулу најстаријег живог мушкарца на свету у периоду од 5. јуна 1967. до 21. марта 1968. године.

## Биографија
Џон Мозли Тарнер рођен је у Мичаму, Лондон, Енглеска, Уједињено Краљевство, 15. јуна 1856. године. Похађао је школу само две недеље пре него што је почео да ради као столарски шегрт. Касније је неколико деценија радио као резач свиле, пре него што га је недостатак вида приморао на пензију 1929. године, у 73. години живота.
1888. године, оженио се Џеси Мисон и имали су троје деце, а један од њих, Џон Мозли Мисон Тарнер, преминуо је 2005. године, у доби од 100 година.
10. јануара 1966. године, након смрти 110-годишње Хане Смит, постао је најстарија жива особа у Уједињеном Краљевству и Европи.
5. јуна 1967. године, након смрти 112-годишњег Џејмса Кинга из Сједињених Америчких Држава, постао је најстарији живи мушкарац на свету.
Џон Мозли Тарнер преминуо је у Тотенхему, Лондон, Енглеска, Уједињено Краљевство, 21. марта 1968. године, у доби од 111 година и 280 дана. Након његове смрти, тада 110-годишњи Ели Линдзи из Канаде, преузео је титулу најстаријег живог мушкарца на свету.